# Urueña
Urueña este o localitate din Castilia și Leon, Spania.
1. ↑  Nomenclátor Geográfico de Municipios y Entidades de Población (20240402 edition)